# Дитрих XI фон дер Шуленбург
Дитрих XI фон дер Шуленбург (на немски: Dietrich XI von der Schulenburg; * 1574 или 1583; † 12 април 1618) е благородник от род фон дер Шуленбург, господар на Бетцендорф и Апенбург в Алтмарк в Саксония-Анхалт.

## Произход
Той е седмият син (от 10 деца) на Албрехт IV фон дер Шуленбург (1535 – 1583) и съпругата му Доротея фон Велтхайм († 1593), дъщеря на Ахац фон Велтхайм († 1558) и Аделхайд фон Швихелт († 1545). Внук е на Левин I фон дер Шуленбург (1510 – 1569) и Илза фон Квитцов (1518 – 1591). Брат е на Левин III фон дер Шуленбург (1564 – 1625), Георг XI фон дер Шуленбург (1567 – 1607), Мария Магдалена фон дер Шуленбург († 1637), омъжена за Кристиан Шенк фон Флехтинген (* 1571).
През 1351 г. маркграф Лудвиг V дава на фамилията фон дер Шуленбург замъка и град Апенбург. Строежът на замъка е завършен през 1363 г., но през войните е разрушен.

## Фамилия
Дитрих XI фон дер Шуленбург се жени за Катарина Доротея фон Велтхайм (* ок. 1580; † сл. 1630). Те мат децата:
- Албрехт IX фон дер Шуленбург (* 12 декември 1609, Апенбург; † 15 август 1642, Залцведел), женен за Луция Катарина фон Манделслох († 1660)
- Херман фон дер Шуленбург († 1638)
- Доротея фон дер Шуленбург, омъжена за Левин Вилхелм фон Ходенберг
- Анна Мария фон дер Шуленбург, омъжена за Йохан фон Бер
- Катарина Доротея фон дер Шуленбург († сл. 1643), омъжена за Фридрих фон Бер